# خانه حاج نصرت ابراهیمی
خانه حاج نصرت ابراهیمی مربوط به دوره پهلوی است و در کردکوی، بخش مرکزی، دهستان سدن رستاق غربی، روستای میاندره، واقع شده و این اثر در تاریخ ۲۲ آبان ۱۳۸۶ با شمارهٔ ثبت ۲۰۰۴۳ به‌عنوان یکی از آثار ملی ایران به ثبت رسیده است.